# Robert Blust
Robert Andrew Blust (Cincinnati, 9 maggio 1940 – Honolulu, 5 gennaio 2022) è stato un linguista statunitense, le cui competenze spaziavano dalla glottologia alla lessicografia fino all'etnologia.
Blust era uno specialista delle lingue austronesiane e diede uno dei maggiori contributi alla conoscenza di questa famiglia linguistica.

## Biografia
Robert Blust nacque a Cincinnati nell'Ohio ma crebbe in California. Ottenne il Baccalaureate of Arts in antropologia e in seguito la laurea in linguistica presso l'Università delle Hawaii - Mānoa nel 1974. Insegnò presso il dipartimento di linguistica (da lui diretto dal 2005 al 2008) della medesima università. Fu anche uno dei redattori (review editor) della rivista Oceanic Linguistics,  giornale accademico relativo agli studi sulle Lingue austronesiane.

### Lingue austronesiane
Blust divenne ben conosciuto per i suoi studi sulla famiglia di Lingue austronesiane. Realizzò un grande dizionario comparativo sulle lingue della famiglia (Blust 1995c, il dizionario Thao-Inglese (Blust 2003b) (il più completo dizionario relativo a lingue formosane, con più di 1100 pag.). Un altro lavoro particolarmente celebre fu il saggio del 2009 The Austronesian Languages, primo testo di un solo autore a coprire tutti gli aspetti (fonologia, sintassi, morfologia, cambiamenti di suono, classificazione, ecc.) relativi alla famiglia austronesiana nel complesso.

### Lavori sul campo
Blust studiò sul campo 97 lingue austronesiane parlate in varie zone dell'Asia sud-orientale e dell'Oceania, tra cui Sarawak, Papua-Nuova Guinea e Taiwan. Su quest'ultima isola, in particolare, studiò i linguaggi formosani come la Lingua thao, la Lingua kavalan, la Lingua pazeh, la Lingua amis, la Lingua paiwan e la Lingua saisiyat.
Blust approfondì anche gli aspetti sia linguistici che culturali relativi all'arcobaleno e al drago nella mitologia.

## Principali pubblicazioni
- Blust, Robert. 1974. The Proto-North-Sarawak vowel deletion hypothesis. PhD dissertation. University of Hawai‘i at Mānoa.
- Blust, Robert. 1977. The Proto-Austronesian pronouns and Austronesian subgrouping: a preliminary report. University of Hawai‘i Working Papers in Linguistics 9.2: 1–15.
- Blust, Robert. 1988. Austronesian Root Theory: An Essay on the Limits of Morphology. Amsterdam: John Benjamins.
- Blust, Robert. 1993. *S metathesis and the Formosan/Malayo-Polynesian language boundary. In Oyvind Dahl, ed., Language — a doorway between human cultures: tributes to Dr. Otto Chr. Dahl on his ninetieth birthday, 178–183. Oslo, Novus.
- Blust, Robert. 1995a. The position of the Formosan languages: method and theory in Austronesian comparative linguistics. In Paul Jen-kuei Li et al., eds., Austronesian Studies Relating to Taiwan: 585—650. Symposium Series of the Institute of History and Philology, Academia Sinica, No. 3. Taipei: Academia Sinica.
- Blust, Robert. 1995b. Austronesian Comparative Dictionary (ACD). Honolulu: University of Hawai‘i at Mānoa.
- Blust, Robert. 1996. Some remarks on the linguistic position of Thao. Oceanic Linguistics 35: 272–294.
- Blust, Robert. 1999. Pazeh phonology and morphology. Oceanic Linguistics 38.2: 321–365.
- Blust, Robert. 2003a. Three notes on early Austronesian morphology. Oceanic Linguistics, 42.2: 438–478.
- Blust, Robert. 2003b. Thao dictionary. Language and Linguistics Monograph Series, No. A5. Taipei: Institute of Linguistics (Preparatory Office), Academia Sinica. ISBN 978-957-01-4785-8
- Blust, Robert. 2003c. A short morphology, phonology and vocabulary of Kiput, Sarawak. Shorter Grammars. Pacific Linguistics 546. Canberra: Research School of Pacific and Asian Studies, The Australian National University.
- Blust, Robert. 2005. Must sound change be linguistically motivated? Diachronica 22: 219–269.
- Blust, Robert. 2006. The origin of the Kelabit voiced aspirates: a historical hypothesis revisited. Oceanic Linguistics 45.2: 311–338.
- Blust, Robert. 2009. The Austronesian Languages. Canberra: Pacific Linguistics, Research School of Pacific and Asian Studies, Australian National University. ISBN 0-85883-602-5, ISBN 978-0-85883-602-0.